# (25175) Lukeandraka
(25175) Lukeandraka est un astéroïde de la ceinture principale d'astéroïdes.

## Description
(25175) Lukeandraka est un astéroïde de la ceinture principale d'astéroïdes. Il fut découvert le 29 septembre 1998 à Socorro (Nouveau-Mexique) par le projet LINEAR. Il présente une orbite caractérisée par un demi-grand axe de 2,54 UA, une excentricité de 0,15 et une inclinaison de 3,8° par rapport à l'écliptique.

## Compléments